# Nadaillac-de-Rouge

Nadaillac-de-Rouge este o comună în departamentul Lot din sudul Franței. În 2009 avea o populație de 185 de locuitori.

## Evoluția populației
| An        | 1975 | 1982 | 1990 | 1999 | 2006 | 2009 |
| --------- | ---- | ---- | ---- | ---- | ---- | ---- |
| Populație | 86   | 92   | 96   | 101  | 163  | 185  |